# Адраст
Адра́ст (грец. Άδραστος) — аргоський цар, син Талая.
Коли Амфіарай вигнав Адраста з Аргоса, він утік у Сікіон до діда, царя Поліба, й одружився з його дочкою. Після смерті Поліба Адраст став сікіонським владарем, дійшовши згоди з Амфіараем, повернувся в Аргос. Але від влади над Сікіоном Адраст при цьому не відмовився, і надалі, так би мовити, «жив на два доми». Більше того, в своєму аргоському палаці він надавав притулок царевичам, які змушені були тікати з інших грецьких країв.
Оракул провістив, що дочки Адраста одружаться з вепром і левом. Тому Деїфілу він віддав Тідеєві, а Аргію — Полінікові, на щитах яких були зображені вепр і лев (варіант: Тідей і Полінік були вигнані з своїх країн і з'явилися перед палацом Адраста в одязі із шкур згаданих тварин).
Повернення Полінікові престолу батька стало приводом для війни проти Фів — найбільшого і найбагатшого міста тогочасної Греції. Для війни з ними сікіонський цар зібрав широку коаліцію, відомову під назвою «семеро проти Фів». Легенда каже, що довше за всіх пручався Амфіарай, що ніяк не хотів приєднуватися до походу, але вмовити його допомогла дружина Еріфіла, яку нібито підкупив дорогоцінним намистом Полінік.
Облогу Фів Адрастом і Полініком міфи описують як справжню війну на винищення. Навіть свїм посланцем до міста нападники зробили найзапальнішого і найнестриманішого з учасників походу, Тідея, який примудрився просто під час перемовин вбити кілька десятків найкращих фіванських вояків. Ще більшими були жертви під час штурму. Загинули усі ватажки походу, окрім самого Адраста — його врятував чарівний кінь Арейон, подарований царю Гераклом. Величезними були й втрати оборонців. В двобої смертельно поранили один одного й Полінік з Етеоклом. Відбулося фактичне самознищення «верстви героїв».
Але поразка не зупинила Адраста. Він прагнув помсти, тим більше, що фіванці, святкуючи перемогу, по-блюзнірськи відвилися дати дозвіл на поховання тіл загиблих нападників. Через кілька десятиріч сікіонський цар відновив стару коаліцію, яку цього разу очолювали епігони — нащадки ватажків першого походу. Очолив військо месників син Тідея Діомед. Фіванці зазнали поразки в бою під мурами свого міста. У смертельному двобої загинув син Етеокла, цар Лаодамант, і син Адраста, Егіалей. Сумуючи за сином зійшов у могилу і сам Адраст.
За переказом, Адраст започаткував в Аттиці та Сікіоні, де процвітав його культ, Немейські ігри. Спершу Адраста шанували як божество підземних сил природи, згодом його культ злився з культом Діоніса.
Міфи про життя Адраста дали багатий матеріал для давньогрецького епосу, трагедій і образотворчого мистецтва.